# 名寄市営球場
名寄市営球場（なよろしえいきゅうじょう）は、北海道名寄市にある野球場である。

## 施設概要
- 両翼：90m、中堅：110m
- 内野：土、外野：天然芝
- 収容人員：5,000人（メインスタンド:200人、内野スタンド:300人、外野芝生席:4,500人 ）
- 照明設備：無し